# Gunnar Hallberg
Gunnar Hallberg (ur. 9 września 1944 w Tucson) – brydżysta reprezentujący Szwecję (do roku 1995) oraz Anglię, World International Master oraz Seniors Life Master (WBF), European Grand Master oraz European Champion w kategorii Seniors (EBL).

## Wyniki brydżowe

### Olimpiady
Na olimpiadach uzyskał następujące rezultaty:
| Olimpiady brydżowe. Zawody teamów | Olimpiady brydżowe. Zawody teamów | Olimpiady brydżowe. Zawody teamów | Olimpiady brydżowe. Zawody teamów | Olimpiady brydżowe. Zawody teamów | Olimpiady brydżowe. Zawody teamów |
| Rok                               | Miejsce                           | Zawody                            | Kategoria                         | Drużyna                           | Pozycja                           |
| --------------------------------- | --------------------------------- | --------------------------------- | --------------------------------- | --------------------------------- | --------------------------------- |
| 2012                              | Lille                             | 2. Olimpiada Sportów Umysłowych   | Seniorzy                          | England                           | 9                                 |
| 2000                              | Maastricht                        | 11. Olimpiada Brydżowa            | Open                              | England                           | 4                                 |
| 1984                              | Seattle                           | 7. Olimpiada Teamów               | Open                              | Sweden                            | 9                                 |

### Zawody światowe
W światowych zawodach zdobył następujące lokaty:
| Mistrzostwa Świata. Konkurencja teamów | Mistrzostwa Świata. Konkurencja teamów | Mistrzostwa Świata. Konkurencja teamów | Mistrzostwa Świata. Konkurencja teamów | Mistrzostwa Świata. Konkurencja teamów | Mistrzostwa Świata. Konkurencja teamów |
| Rok                                    | Miejsce                                | Zawody                                 | Kategoria                              | Drużyna                                | Pozycja                                |
| -------------------------------------- | -------------------------------------- | -------------------------------------- | -------------------------------------- | -------------------------------------- | -------------------------------------- |
| 2014                                   | Sanya                                  | 14. Seria Mistrzostw Świata            | Seniorzy                               | Black                                  | 9                                      |
| 2010                                   | Filadelfia                             | 13. Seria Mistrzostw Świata            | Open                                   | Kranyak                                | 65                                     |
| 2010                                   | Filadelfia                             | 13 Seria Mistrzostw Świata             | Seniorzy                               | Hackett                                | 1                                      |
| 2009                                   | São Paulo                              | 39 Mistrzostwa Świata Teamów           | Seniorzy                               | England                                | 1                                      |
| 2006                                   | Werona                                 | 12 Mistrzostwa Świata                  | Open                                   | De Botton                              | 33                                     |
| 2005                                   | Estoril                                | 37. Mistrzostwa Świata Teamów          | Trans                                  | De Botton                              | 21                                     |
| 2003                                   | Monte Carlo                            | 36. Mistrzostwa Świata Teamów          | Trans                                  | Wigoder                                | 42                                     |
| 2002                                   | Montreal                               | 11. Mistrzostwa Świata                 | Open                                   | Monachan                               | 5                                      |
| 2001                                   | Paryż                                  | 35. Mistrzostwa Świata Teamów          | Trans                                  | Durmus                                 | 22                                     |
| 1998                                   | Lille                                  | 10. Mistrzostwa Świata                 | Open                                   | Price                                  | 33                                     |
| 1983                                   | Sztokholm                              | 26. Mistrzostwa Świata Teamów          | Open                                   | Sweden                                 | 6                                      |

| Mistrzostwa Świata. Konkurencja par | Mistrzostwa Świata. Konkurencja par | Mistrzostwa Świata. Konkurencja par | Mistrzostwa Świata. Konkurencja par | Mistrzostwa Świata. Konkurencja par | Mistrzostwa Świata. Konkurencja par |
| Rok                                 | Miejsce                             | Zawody                              | Kategoria                           | Partner                             | Pozycja                             |
| ----------------------------------- | ----------------------------------- | ----------------------------------- | ----------------------------------- | ----------------------------------- | ----------------------------------- |
| 2014                                | Sanya                               | 14. Seria Mistrzostw Świata         | Open                                | Andrew Black                        | 111                                 |
| 2010                                | Filadelfia                          | 13. Mistrzostwa Świata              | Open IMP                            | Peter Bertheau                      | 24                                  |
| 2006                                | Werona                              | 12 Mistrzostwa Świata               | Open                                | Janet de Botton                     | 275                                 |
| 2006                                | Werona                              | 12. Mistrzostwa Świata              | Open IMP                            | Janet de Botton                     | 46                                  |
| 2002                                | Montreal                            | 11. Mistrzostwa Świata              | Open                                | Lionel Wright                       | 56                                  |
| 1990                                | Genewa                              | 8. Mistrzostwa Świata               | Open                                | Anders Berglund                     | 52                                  |

### Zawody europejskie
W europejskich zawodach zdobył następujące lokaty:
| Zawody europejskie. Konkurencja teamów | Zawody europejskie. Konkurencja teamów | Zawody europejskie. Konkurencja teamów | Zawody europejskie. Konkurencja teamów | Zawody europejskie. Konkurencja teamów | Zawody europejskie. Konkurencja teamów |
| Rok                                    | Miejsce                                | Zawody                                 | Kategoria                              | Drużyna                                | Pozycja                                |
| -------------------------------------- | -------------------------------------- | -------------------------------------- | -------------------------------------- | -------------------------------------- | -------------------------------------- |
| 2014                                   | Abacja                                 | 52. Mistrzostwa Europy Teamów          | Seniorzy                               | England                                | 1                                      |
| 2013                                   | Ostenda                                | 6. Otwarte Mistrzostwa Europy          | Open                                   | Ventin                                 | 9                                      |
| 2012                                   | Dublin                                 | 51. Mistrzostwa Europy Teamów          | Seniorzy                               | England                                | 10                                     |
| 2010                                   | Ostenda                                | 50 Mistrzostwa Europy Teamów           | Seniorzy                               | England                                | 14                                     |
| 2009                                   | San Remo                               | 4. Otwarte Mistrzostwa Europy          | Open                                   | Mahaffey                               | 83                                     |
| 2009                                   | San Remo                               | 4. Otwarte Mistrzostwa Europy          | Miksty                                 | Harper                                 | 73                                     |
| 2005                                   | Teneryfa                               | 2 Otwarte Mistrzostwa Europy           | Miksty                                 | De Botton                              | 5                                      |
| 2005                                   | Teneryfa                               | 2 Otwarte Mistrzostwa Europy           | Open                                   | De Botton                              | 5                                      |
| 2003                                   | Mentona                                | 1 Otwarte Mistrzostwa Europy           | Open                                   | Hauge                                  | 127                                    |
| 2003                                   | Mentona                                | 1 Otwarte Mistrzostwa Europy           | Miksty                                 | Ryman                                  | 96                                     |
| 2001                                   | Teneryfa                               | 45. Mistrzostwa Europy Teamów          | Open                                   | England                                | 14                                     |
| 1985                                   | Salsomaggiore                          | 37. Mistrzostwa Europy Teamów          | Open                                   | Sweden                                 | 5                                      |
| 1983                                   | Wiesbaden                              | 36. Mistrzostwa Europy Teamów          | Open                                   | Sweden                                 | 7                                      |

| Zawody europejskie. Konkurencja par | Zawody europejskie. Konkurencja par | Zawody europejskie. Konkurencja par | Zawody europejskie. Konkurencja par | Zawody europejskie. Konkurencja par | Zawody europejskie. Konkurencja par |
| Rok                                 | Miejsce                             | Zawody                              | Kategoria                           | Partner                             | Pozycja                             |
| ----------------------------------- | ----------------------------------- | ----------------------------------- | ----------------------------------- | ----------------------------------- | ----------------------------------- |
| 2013                                | Ostenda                             | 6. Otwarte Mistrzostwa Europy       | Open                                | Per-Ola Cullin                      | 30                                  |
| 2009                                | San Remo                            | 4. Otwarte Mistrzostwa Europy       | Open                                | Jon-Egil Furunes                    | 7                                   |
| 2009                                | San Remo                            | 4. Otwarte Mistrzostwa Europy       | Miksty                              | Ursula Harper                       | 241                                 |
| 2005                                | Teneryfa                            | 2. Otwarte Mistrzostwa Europy       | Mikst                               | Janet de Botton                     | 117                                 |
| 2005                                | Teneryfa                            | 2. Otwarte Mistrzostwa Europy       | Open                                | Janet de Botton                     | 74                                  |
| 2003                                | Mentona                             | 1 Otwarte Mistrzostwa Europy        | Mikst                               | Jenny Ryman                         | 31                                  |
| 2003                                | Mentona                             | 1 Otwarte Mistrzostwa Europy        | Open                                | Svante Ryman                        | 171                                 |
| 1987                                | Paryż                               | 4. Mistrzostwa Europy Par           | Open                                | Bjorn Axelson                       | 46                                  |

## Klasyfikacja
- Gunnar Hallberg – klasyfikacja WBF (ang.)
- Gunnar Hallberg – klasyfikacja EBL (ang.)